# Make love, not war
„Make love, not war“ je kultovní slogan, který je dodneška spojován s kontrakulturou 60. let 20. století ve Spojených státech. Svůj protiválečný kontext si získal z tehdejších událostí obklopujících Vietnamskou válku, kdy na straně první stály komunistické síly (Severní Vietnam podporovaný Čínou, SSSR a Československem) a na straně druhé síly neokolonialistické (USA, Jižní Korea, Austrálie). Používá se i v politických či vojenských konfliktech současnosti.
Slogan si našel oblibu zejména v populární kultuře:
- Písně jako "No More Trouble" (1973, Bob Marley) a "Mind Games" (1973, John Lennon) odkazují na tento slogan.
- Epizoda "Make Love, Not Warcraft" (série 10, epizoda 8) amerického seriálu South Park, jenž je satirickým vhledem do kultury World of Warcraft rovněž odkazuje na tento slogan.
- Americký komik George Carlin vytvořil lechtivější variaci známou jako „Make fuck, not kill“.